# 24-Stunden-Rennen auf dem Nürburgring 1990

Streckenführung für das 24-Stunden-Rennen ab 1984

Das 18. 24-Stunden-Rennen auf dem Nürburgring fand vom 18. auf den 19. Juni 1990 auf dem Nürburgring statt.

## Rennergebnis
Nachdem es im Vorjahr noch einen Doppelsieg für den BMW M3 gab, belegte das Fahrzeug 1990 das gesamte Podium. Das Linder M Team feierte einen Doppelsieg, das Fahrzeug mit der Startnummer 19 mit Altfrid Heger, Joachim Winkelhock und Frank Schmickler am Steuer kam vor der Startnummer 18 mit Kris Nissen, Norbert Haug, Jean-Michel Martin und Ellen Lohr ins Ziel. Das Podium komplettierten Ulrich Richter, Dieter Schäfer und Karl-Heinz Wlazik. Mit dem zweiten Platz wurde Lohr die erste Frau, die beim 24-Stunden-Rennen auf dem Nürburgring auf dem Podium stand.
Ebenfalls wie im Vorjahr platzierten sich insgesamt sechs BMW unter den Top 10, die Plätze elf bis 15 waren auch ausschließlich M3 des bayerischen Herstellers.
Das Siegerteam fuhr 144 Runden und legte dabei eine Strecke von 3651,70 km zurück. Von den 180 gestarteten Fahrzeugen wurden 115 gewertet, ein Fahrzeug wurde disqualifiziert.

## Rennverlauf
Für das Rennen 1990 gab es 250 Nennungen, von denen 220 angenommen wurden. Nach dem Qualifying wurden 180 Fahrzeuge zum Rennen zugelassen. Die Ford Sierra RS Cosworth von Ford Motorsport Eggenberger belegten die erste Startreihe, fielen jedoch beide früh mit Motorschaden aus. Der „Cossi“ mit der Startnummer 1 mit Bernd Schneider, Frank Biela, Olaf Manthey und Roland Asch am Steuer fiel bereits nach fünf gewerteten Runden aus, das Fahrzeug mit der Startnummer 2 mit Roland Asch, Thomas Lindström, Edgar Dören und Frank Biela nach 21 Runden.
Um den Rennsieg kämpften lange vier BMW M3, nachdem beide Schnitzer-BMWs jedoch mit Motorschaden ausfielen, war der Weg für einen Doppelsieg des Linder M Teams frei.

## Streckenführung
Seit dem Umbau der Strecke im Jahr 1983 wurde das 24-Stunden-Rennen am Nürburgring auf einer Kombination aus Nordschleife und Grand-Prix-Strecke ausgetragen.